# Flaming Creatures
Flaming Creatures is een experimentele undergroundfilm uit 1963, geregisseerd door Jack Smith. Flaming Creatures was zijn bekendste film, omdat het taboedoorbrekend was en omdat de film bijna overal werd verbannen.

## Beschrijving
De film toont een serie van zeven tableaus verbeeld in gewassen zwart-witbeelden. De fragmentarische structuur geeft de indruk dat de scènes ook in een andere volgorde bekeken kunnen worden. Flaming Creatures heeft geen plot. Aangezien de film niet gemaakt werd voor Hollywood producers die een bepaalde logica eisten, kon Smith het toelaten de beelden voor zichzelf te laten spreken.
De film begint met een scène met uitvoerige openingstitels. Moeilijk leesbare, handgeschreven credits worden verduisterd door de aanwezigheid van personages die ervoor lopen. Dit wordt gevolgd door een verlegen flirtscène- met preutse blikken vanachter wapperende waaiers. We zien hier een ontmoeting tussen een travestiet in witte vrouwenkleren en een vrouw in het zwart met ontblote borsten. Hierna zien we een make-up scène waarbij de creatures hun lippen stiften. Terwijl een mannelijke voice-over reclame maakt voor lippenstift, hoor je op de soundtrack het geluid van smakkende lippen. Uiteindelijk horen we Francis Francine vragen: "Is there a lipstick that doesn't come off when you suck cock?"
Na een opgewonden achtervolgingsscène krijgen we de centrale verkrachtings-, orgiescène te zien. Tijdens deze verkrachtingsscène wordt een vrouw in het zwart gekleed verkracht door een reeks mannen en vrouwen. De soundtrack bestaat uit schreeuwen en wilde, animale geluiden. Tijdens deze orgie barst een aardbeving uit waardoor ze allemaal onder het gips bedolven geraken. Uiteindelijk, als iedereen schijnbaar dood is, verschijnt een transseksuele vampier vanuit een doodskist, sabbelt aan de nek van een slapende dragqueen en veroorzaakt een wilde celebrale dans die de film tot een einde brengt. De film eindigt met de song “Bebop a Lula, She's My Baby" en een laatste glimp van een ontblote borst van de verkrachte vrouw.
Deze willekeurige gebeurtenissen worden onderbroken door cutaway close-ups van lichaamsdelen – een trillende borst, een slappe penis, getuite lippen- of tableaus vivants van  verstrengelde lichamen. Fragmenten van lichaamsdelen worden zo naast elkaar geplaatst, dat  alle delen van het lichaam willekeurig worden geërotiseerd.

## Rolverdeling
| Acteur           | Personage             |
| ---------------- | --------------------- |
| Francis Francine | zichzelf              |
| Sheila Bick      | Delicious Delores     |
| Joel Markman     | Lady of the Docks     |
| Dolores Flores   | The Spanish Girl      |
| Arnold Rockwood  | Arnold                |
| Judith Malina    | The Fascinating Woman |
| Marian Zazeela   | Maria Zazeela         |

## Achtergrond

### Inspiratie en genre
Met Flaming Creatures creëerde Jack Smith de drag-cultuur zoals we die vandaag kennen. Zijn stijl is erg beïnvloed door Hollywood-kitsch en een oriëntalistische esthetiek. De film is een ode aan de actrice Maria Montez en een satire op de Hollywood B-films. Maria Montez was een enorme inspiratiebron voor Jack Smith zijn oeuvre. Vooral haar bewustheid van haar eigen schoonheid sprak hem aan. Hij noemde de fantasiewereld van haar films, de sets en kostuums, het “Montez-land”.  Montez inspireerde hem om een eigen visuele realiteit te creëren. In Flaming Creatures herformuleert hij Maria Montez’ Ali Baba and the forty thieves (1944) en haalt er alle logica en gezond verstand uit. Geïnspireerd door de beelden van Montez’ films vermijdt Flaming Creatures een conventioneel narratief, om in een losse serie van tableaus een pantheon van genderambigue creatures te verbeelden. De schilderachtige beelden moeten de kijker in een hallucinerende trip brengen. De fragmentarische structuur van de film zal Jack Smith verder zetten in zijn latere performancewerk.

### Productie
In de zomer van 1962 werd Flaming Creatures gedurende 5 weken opgenomen op het dak van het Windsor Theatre in New York met helder zonlicht en vervallen zwart-witfilm. De personages worden uitgebeeld door Jack Smith en zijn vrienden. Ze imiteren of belichamen reeds bestaande beelden en iconen: van een pseudo-Marilyn Monroe tot Arabische haremmeisjes. Het zijn vaak androgyne figuren waarvan de sekse niet duidelijk is.
De korrelige zwart-witbeelden als resultaat van de gevoelige, vervallen film, en de vintage kledij van de performers doen denken aan de glamour van oude films, wat bijdraagt tot het onbepaalde tijdskader van de film. Ook het plaatskader van de film is dubieus. De fluisterende opmerking die je hoort tijdens de title card scène, “Ali Baba comes today,” suggereert dat de gebeurtenissen zich situeren in ‘het Oosten’, of meer specifiek, in ‘Montez-land’, de wereld van Smith’s gekoesterde Maria Montez, jaren 40 ster van exotische films als Cobra Woman. De film suggereert een onbekende exotische locatie dat Oosterse met Spaanse motieven combineert. Ondanks het feit dat de film buiten werd opgenomen doen rekwisieten als oosterse vazen en Spaanse lampen denken aan een binnenruimte, waarschijnlijk een bordeel of een harem.
De soundtrack is een muzikale collage van Spaanse tunes uit de jaren 1920 en 1930, oosterse muziek en Caraïbische ritmes.Ook horen we via superimpositie fragmenten van de Ali Baba-soundtrack.
Jonas Mekas plaatste de film binnen het genre van Baudelarian Cinema.  Mekas onderscheidt dit genre van de Cinema Verité en voor hem markeren deze films een belangrijke overgang van een documentaire impuls naar een meer persoonlijk verslag. Smith verwaarloost technische vaardigheid in elk aspect van de productie. Hij wil in de plaats daarvan de erotische fantasieën van zichzelf en zijn vrienden in zijn film realiseren. De esthetische compositie was dus niet het resultaat van perfectie, maar van een zoektocht naar erotische expressie. De persoonlijke openbaring wordt hier dus gelinkt aan een soort sociaal project; namelijk het vestigen van ‘families’, groepen die gestructureerd worden door erotische relaties. Voor Smith is zijn esthetica een manier om “het leven te componeren door het te beleven en te zo te maken.”

### Vertoning en kritiek
Jonas Mekas zag de film voor het eerst in februari 1963 en prees het in zijn Movie Journal column voor The Village Voice, maar voorspelde ook dat de film zeer waarschijnlijk niet in bioscopen vertoond zou worden omdat de film door andere critici als pornografisch, homoseksueel, walgelijk etc. zou worden gezien.  Mekas’ bespreking anticipeerde op het schandaal dat de film later zou veroorzaken. De film werd inderdaad tijdens bijna iedere vertoning onderbroken en in beslag genomen door de politie, vanwege de expliciet seksuele scènes. Ondanks het verbod kreeg de film extra aandacht dankzij Jonas Mekas en dankzij het schandaal dat de film veroorzaakte.
De film werd gedurende de eerste maanden van 1963 getoond op informele bijeenkomsten van Jack Smith en zijn vriendenkring. In 1963 kreeg Flaming Creatures van het magazine Film Culture de vijfde Independent Film Award. Jonas Mekas zorgde er - als voorvechter van de underground film- voor dat de film ook op filmfestivals werd getoond. Aanvankelijk werd de film zonder veel aandacht ontvangen, maar op nieuwjaarsavond 1964 onderbrak onder andere Jonas Mekas de 'Third International Experimental Film Exhibition’ in Knokke-Le-Zoute (België) om Flaming Creatures te tonen tegen de zin van het publiek en de politie. De film werd verbannen en kreeg uiteindelijk de film maudit-prijs van de jury. Eenmaal terug in New York werd Jonas Mekas, samen met filmoperateur Ken Jacobs, door de politie opgenomen tijdens een vertoning in het New Bowery Theater. De film werd verbannen in New York. Doorheen 1963-1964 werden vertoningen van Flaming Creatures in New York, Los Angeles en Chicago telkens weer onderbroken door de politie. Repressie en schandaal werden de handelsmerken van Jack Smith’s bekendheid als filmmaker en performanceartiest. Het werd de sleutel voor zijn belangrijke invloed op New York’s alternatieve en avant-gardistische subculturen.  Smith’s cultstatus steunde op een paradox: Flaming Creatures was vrijwel ontoegankelijk, maar het discours dat errond ontstond was overal zichtbaar. In avant-garde kringen lokte het verbod op de film hevige reacties uit.
De vervolging van Flaming Creatures correspondeerde met die van andere underground films waarin naaktheid en seksualiteit expliciet aan bod komen. Toch was Flaming Creatures  schandelijker dan films als Scorpio Rising (Kenneth Anger) en Un Chant d’Amour (Jean Genet), omdat Jack Smith een crisis van de seksuele categorieën verbeeldde. De film bestaat uit een groot travestietenfeest waarin mannen, vrouwen en dragqueens naakt paraderen voor de camera. We zien shots van dragqueens die hun geslachtsdelen ontbloten en mannen en vrouwen die elkaar kussen en strelen. De film werd door critici dan ook als pornografisch en als een document van een perverse subcultuur in Amerika beschouwd. Jonas Mekas en andere voorstanders van de film ergerden zich aan het feit dat de film gezien werd de vastlegging van een bepaalde subcultuur, en niet gewaardeerd werd omwille van zijn vernieuwende esthetica.
Met name Jonas Mekas en Susan Sontag probeerden de seksualiteit van de film te legitimeren door het te kaderen in een discours van hoge kunst. Jack Smith was het hier niet mee eens. Tijdens de hoogdagen van het schandaal rond zijn film bleef hij stil, maar in interviews en performances gedurende de jaren 70 en 80 bekritiseerde hij de pogingen van critici om zijn film de status van hoge kunst te geven. Quote: “I started making a comedy about everything that I thought was funny. And it was funny. The first audiences were laughing all the way through. But then that writing started – and it became a sex thing … [and] there was dead silence in the auditorium.” Voor hem was het dus eerder een parodie op seks en weigert de film geconceptualiseerd te worden vanwege zijn ondefinieerbare erotiek.